# Hermann-Françis-Denis Delsuc
Hermann-Françis-Denis Delsuc, francoski general, * 1887, † 1960.